# Lèmur de collar vermell
El lèmur de collar vermell (Varecia rubra) és un estrepsirrí de la família dels lemúrids (Lemuridae). És una de les dues espècies del gènere Varecia (l'altra és el lèmur de collar). Algunes autoritats consideren que formen una única espècie.
Aquest lèmur té una llargada corporal d'aproximadament 53 cm i una cua que mesura uns 60 cm. Pesa 3,5-4 kg. Els mascles són una mica més petits que les femelles. El lèmur de collar vermell viu a les selves que hi ha al llarg de la costa oriental de Madagascar.
Té el cap, el ventre, les potes i la cua de color negre, mentre que el dors és vermell i el coll té una ratlla blanca. Els exemplars salvatges viuen entre 15 i 20 anys, mentre que els individus en captivitat poden arribar a viure'n 25. És un animal diürn, especialment actiu al matí i el vespre.